# Fries (Familienname)
Fries ist ein Familienname.

## Namensträger

### A
- Albert Fries (Literaturhistoriker) (1869–1926), deutscher Lehrer und Literaturhistoriker
- Albert Fries (Theologe) (1906–1991), deutscher katholischer Theologe und Hochschullehrer
- Albin Fries (* 1955), österreichischer Pianist und Komponist
- Alfred Fries (1947–2022), deutscher Sozialpsychologe, Sonderpädagoge und Hochschullehrer
- Alfred von Fries-Skene (1870–1947), österreichischer Verwaltungsbeamter
- Andreas Fries (1811–1890), Wertheimer Chronist
- Anna Susanna Fries (1827–1901), Schweizer Malerin
- Anne Fries (1907–1973), deutsche Politikerin
- Anton Fries (1763–1834), deutscher Maler und Bildhauer
- August von Fries (Fries von Friesenberg; 1841–1918), österreichischer Politiker
- August Fries (1842–1919), deutscher Maschinenfabrikant und Kommerzienrat
- Augustin Fries (eigentlich Augustin Mellis) Drucker und Verleger

### B
- Bengt Fries (1799–1839), schwedischer Zoologe
- Bernhard Fries (1820–1879), deutscher Maler

### C
- Carl Fries (1895–1982), schwedischer Zoologe und Schriftsteller
- Charles Carpenter Fries (1887–1967), US-amerikanischer Anglist und Linguist
- Christian Fries (Widerstandskämpfer) (1895–1959), deutscher Kriminalpolizist und Widerstandskämpfer
- Christian Fries (Schauspieler) (* 1959), deutscher Schauspieler, Regisseur, Musiker und Autor
- Christian Fries (Reiter) (* 1983), deutscher Springreiter
- Christian Adam Fries (1765–1847), deutscher Bankier, Fabrikant und Kunstsammler
- Christof Fries (1787/1788–1857), deutscher Sänger (Bass), Schauspieler und Bühnenbildner

### D
- David Fries (1818–1875), Schweizer evangelischer Geistlicher und Politiker
- Dirk Fries (* 1979), deutscher Baseballspieler

### E
- Ed Fries (* 1964), US-amerikanischer Manager, Berater und Entwickler
- Edgar Fries (* 1937), deutscher Diplomat
- Eduard Fries (Botaniker) (1811–1879), Schweizer Landarzt und Botaniker
- Eduard Fries (Missionar) (1877–1923), deutscher Missionar und Maler
- Eduard Sidney Fries (1845–1914), Schweizer Mediziner und Botaniker
- Elias Magnus Fries (1794–1878), schwedischer Mykologe
- Ellen Fries (1855–1900), schwedische Historikerin und Frauenrechtlerin
- Emil Fries (1844–1914), deutscher Mediziner, Direktor der Privatheilanstalt Inzersdorf (Wien)
- Emilia Rosa de Fries (* 1986), deutsche Schauspielerin
- Emmanuel Fries (1778–1850 oder 1852), elsässischer Maler und Textilzeichner
- Engelbert Fries (1861–1946), deutscher Kugellagerfabrikant
- Ernst Fries (1801–1833), deutscher Maler
- Ernst Fries (Chemiker) (1856–1911), deutscher Chemiker, Unternehmer und Maler
- Ernst Fries (Bildhauer) (1934–2020), deutscher Bildhauer, lebte seit 1959 in Australien
- Ewerdt Fries (1619–1672), deutsch-dänisch-schwedischer Holzschnitzer, siehe Ewerdt Friis (alternative Schreibweise)

### F
- Félix Fries (1800–1859), französischer Architekt
- Frank W. Fries (1893–1980), US-amerikanischer Politiker
- Franz Eduard Fries (1811–1879), Schweizer Landarzt und Botaniker
- Fred Fries (* 1938), deutscher Schwimmer
- Friedrich Fries (Verleger) (1856–1926), deutscher Evangelist und Verleger
- Friedrich Fries (Kunsthistoriker) (1865–1954), deutscher Kunsthistoriker
- Fritz Fries (Politiker) (1887–1967), deutscher Politiker (SPD), MdL Preußen
- Fritz Rudolf Fries (1935–2014), deutscher Schriftsteller und Übersetzer

### G
- Georg Fries (* 1959), deutscher Ingenieur und Hochschullehrer
- George Fries (1799–1866), US-amerikanischer Politiker
- Gerd Fries (* 1942), erster deutscher Meister im Taekwondo
- Gerhard Fries, Geburtsname von Helma Fries (* 1945), deutsche Schauspielerin und Autorin
- Gerhard Fries (Psychotherapeut) (* 1950), deutscher Psychotherapeut
- Günther Fries (1913–1934), deutscher Kunstflieger

### H
- Hanny Fries (1918–2009), Schweizer Malerin
- Hans Fries (Chronist) (um 1460–1518), Schweizer Chronist und Politiker
- Hans Fries (Maler) (um 1460–um 1523), Schweizer Maler
- Hans Fries (Bildhauer, um 1490) (um 1490–1533), Schüler Riemenschneiders, deutscher Bildhauer
- Hans Fries (Bildhauer, 1872) (1872–1955), deutscher Bildhauer
- Hans Fries (Architekt) (1920–2003), schwedischer Architekt
- Hans Jakob Fries (1546–1611), Zürcher Gelehrter, Bibliothekar und Verleger
- Hans Rudolf Fries (Ruedi Fries; * 1955), Schweizer Agrarwissenschaftler und Hochschullehrer
- Heinrich de Fries (1887–1938), deutscher Architekturkritiker
- Heinrich Fries (1911–1998), deutscher Theologe
- Heinrich Remigius Fries (1812–1875), Unternehmer und Politiker der Freien Stadt Frankfurt
- Helma Fries (* 1945), deutsche Schauspielerin und Autorin
- Hermann Fries-Schwenzen (1857/1858–1927), norwegisch-deutscher Gutsbesitzer, Maler und Schriftsteller
- Hugo Friedrich Fries (1818–1889), deutscher Jurist und Politiker, MdR

### J
- Jakob Fries (1913–1974), deutscher SS-Führer in Konzentrationslagern und Kriegsverbrecher
- Jakob Fries (Mediziner) (1749–1801), Schweizer Mediziner
- Jakob Friedrich Fries (1773–1843), deutscher Philosoph
- Jan Fries (Staatsrat) (* 1981), deutscher Ökonom und Politiker (Bündnis 90/Die Grünen)
- Jan Fries (Okkultist) (* vor 1985), deutscher Okkultist und Autor
- Jana Esther Fries (* 1969), deutsche Archäologin
- Johann von Fries (1719–1785), Schweizer Bankier
- Johann Fries (Architekt) (John M. Fries; 1817–1880), US-amerikanischer Architekt deutscher Herkunft
- Johann Fries (Unternehmer) (vor 1866–1931), deutscher Fabrikant und Firmengründer
- Johann Simon Fries (1777–1835), deutscher Unternehmer
- Johannes Fries (1505–1565), Schweizer Theologe, Pädagoge und Lexikograph
- Jutta Lewin-Fries (* 1954), deutsche Juristin, Richterin am Landesverfassungsgericht
- Jutta Maria Fries (* vor 1975), deutsche Sängerin

### K
- Karl Fries (Jugendfunktionär) (1861–1943), schwedischer Jugendfunktionär und Autor
- Karl Fries (Philologe) (1867–nach 1934), deutscher Philologe, Gymnasiallehrer und Schriftsteller
- Karl Friedrich Fries (auch Carl Fries; 1831–1871), deutscher Maler
- Karl Friedrich Emil Fries (1813–1853), deutscher Agrarwissenschaftler
- Karl Theophil Fries (1875–1962), deutscher Chemiker
- Katharina de Fries (* 1934), deutsche linke Aktivistin der Studentenbewegung und Autorin
- Konrad Fries (1898–1983), deutscher Verwaltungsjurist und Bezirksamtmann

### L
- Lea Maria Fries (* 1989), Schweizer Singer-Songwriterin
- Leonhard Friedrich Fries (Leonhard Friedrich Waldemar Fries; 1881–1965), Grafiker
- Liv Lisa Fries (* 1990), deutsche Schauspielerin
- Lorenz Fries (1489/1491–1550), deutscher Chronist und Historiker
- Lorenz Fries (Mediziner) (1490–1531/1532), deutscher Arzt, Astrologe und Geograph
- Lucca Fries (* 1986), Schweizer Jazzmusiker

### M
- Margarete Fries (1911–2012), österreichische Schauspielerin
- Martha Fries (* 2000), deutsche Schauspielerin
- Matthew Fries (* 1968), US-amerikanischer Jazzmusiker und Hochschullehrer
- Moritz von Fries (1777–1826), österreichischer Bankier, Kunstmäzen und -Sammler
- Moritz von Fries (Diplomat) (1804–1887), österreichischer Diplomat

### N
- Nils Fries (1912–1994), schwedischer Botaniker
- Norbert Fries (* 1950), deutschsprachiger Philologe

### O
- Oskar Fries (1848–1914), Schweizer Mediziner und Botaniker
- Otto Fries (1849–1905), deutscher Förster und Politiker, MdR

### P
- Pankraz Fries (vor 1738–um 1782), deutscher Bildhauer
- Pascal Fries (* 1972), deutscher Mediziner
- Patrik Constantin Fries (1826–1905), schwedischer Offizier und Autor
- Paul Fries (1864–nach 1904), deutscher katholischer Priester, Schriftsteller und Dramatiker
- Peter Fries (1820–1851), deutscher Politiker und Revolutionär
- Philipp Fries (1882–1950), deutscher Politiker (SPD, USPD, KPD)
- Pia Fries (* 1955), Schweizer Malerin

### R
- Reinhard Fries (* 1950), deutscher Veterinär
- Richard von Fries (1863–1931), österreichischer Militär
- Richard Fries (* 1960/1961), US-amerikanischer Radrennfahrer, Journalist, Herausgeber und Funktionär
- Robert Elias Fries (1876–1966), schwedischer Botaniker
- Rudolf von Fries (1853–1932), deutscher Generalleutnant
- Rudolf Fries (Zahnmediziner) (1929–2017), österreichischer Kieferchirurg
- Rudolf Fries (Investor) (* 1958), österreichischer Investor
- Ruedi Fries (* 1955), Schweizer Agrarwissenschaftler und Hochschullehrer, siehe Hans Rudolf Fries

### S
- Sabine Fries, deutsche Theologin und Hochschullehrerin
- Samuel Fries (1867–1914), schwedischer evangelischer Theologe
- Sebastian Fries (* 1993), deutscher Fußballspieler
- Sigurd Fries (1924–2013), schwedischer Sprachwissenschaftler
- Sophie Dahn-Fries (1835–1898), deutsche Malerin
- Susanne Fries-Gaier (* 1968), deutsche Diplomatin

### T
- Theodor Fries (General) (1823–1909), deutscher General der Infanterie
- Theodor Magnus Fries (1832–1913), schwedischer Botaniker
- Thore Christian Elias Fries (1886–1930), schwedischer Botaniker

### U
- Udo Fries (* 1942), österreichischer Anglist, Linguist und Hochschullehrer
- Uli Fries (* 1988), deutscher Fußballspieler
- Ulla Fries (* 1946), schwedische Malerin und Grafikerin

### W
- Walter Fries (Kunsthistoriker) (1890–1934), deutscher Kunsthistoriker
- Walter Fries (General) (1894–1982), deutscher Offizier
- Wilhelm Fries (1845–1928), deutscher Philologe und Pädagoge
- Wilhelm Fries (Maler) (1819–1878), deutscher Landschaftsmaler und Konservator
- Will Fries (* 1998), US-amerikanischer American-Football-Spieler
- Willi Fries (Musiker) (* 1931), deutscher Musiker und Komponist
- Willi Fries (Schauspieler), deutscher Schauspieler
- William Fries Jr. (1928–2022), US-amerikanischer Musiker – siehe C. W. McCall
- Willy Fries (Maler, 1881) (1881–1965), Schweizer Maler und Kunstlehrer
- Willy Fries (Maler, 1907) (1907–1980), Schweizer Maler und Autor
- Wolfgang Fries (* 1975), deutscher Eishockeyspieler